# Shane Dawson
Shane Dawson, właściwie Shane Lee Yaw (ur. 19 lipca 1988 w Long Beach) – amerykański komik, aktor serwisu YouTube i prowadzący kanałów ShaneDawsonTV i shane. Zyskał popularność dzięki tworzonym przez siebie krótkim formom filmowym z gatunku komedii udostępnianych w serwisie Youtube, w których wcielał się w różne role, przebierając się i zmieniając głos. Bohaterami jego filmików były zarówno postacie rzeczywiste (m.in. Paris Hilton, Miley Cyrus, Sarah Palin, Kesha), jak i zmyślone (m.in. Shananay, Ned the Nerd, S. Deezy, Shane's Mom, Aunt Hilda). Nagrywał również parodie popularnych teledysków i programów telewizyjnych.
Obecnie główny kanał komika „ShaneDawsonTV” nie jest regularnie aktualizowany. Na drugim kanale „shane” publikuje krótkie serie dokumentów czy teorie spiskowe.
Łącznie zgromadził 31 mln. subskrypcji oraz ponad 6,5 mld. wyświetleń.

## Życiorys

### 1988 – 2007
Shane dorastał w Long Beach w Kalifornii. W młodości zmagał się z nadwagą i problemami z ojcem alkoholikiem, który znęcał się nad rodziną psychicznie i fizycznie. Był najmłodszy z rodzeństwa, miał dwóch starszych braci – Jerida i Jacoba. Kiedy Shane miał 9 lat ojciec opuścił jego matkę Theresę, a rodzina zaczęła mieć problemy finansowe. Shane był bardzo związany ze swoją babcią zmarłą w 2010 roku, która wspierała go w trudnych chwilach, a także brała udział w jego wczesnych filmikach.
Jako nastolatek uczęszczał do Lakewood High School. Wtedy zaczął interesować się tworzeniem filmów komediowych. Pierwsze materiały nagrywał razem z kolegami z klasy.
Po zakończeniu szkoły średniej Shane próbował swoich sił w aktorstwie filmowym, brał udział w castingach.

### 2008 –  kanały Youtube
W 2008 roku Shane został zatrudniony w firmie Jenny Craig, zajmującej się opracowywaniem diet odchudzających. Wraz ze współpracownikami nagrał kilka filmików w miejscu pracy, udostępniając je w serwisie Youtube na swoim kanale „ShaneDawsonTV”, za co wszyscy uczestniczący w nagraniach, a także pracujący w Jenny Craig matka i brat komika zostali zwolnieni. Wkrótce młody twórca otrzymał propozycję współpracy z platformą Youtube.
Popularność przyniósł komikowi filmik pt. „Fred is Dead” opublikowany 12 września 2008 roku, będący parodią znanego youtubera – Fred Figglehorna, który w tamtym czasie utrzymywał się na pierwszym miejscu w rankingu liczby wyświetleń serwisu Youtube.
Shane Dawson wkrótce rozszerzył swoją działalność o dwa kolejne kanały – „ShaneDawsonTV2”, na którym publikował materiały dodatkowe dla wielbicieli tworzonych przez niego filmików oraz „shane”, który pierwotnie służył Dawsonowi do przesyłania krótkich, nieedytowanych vlogów nagrywanych kamerą w telefonie.

### „Not Cool”
W 2014 roku Shane Dawson wyreżyserował swój pierwszy film pt. „Not Cool”.

### Książki
W 2015 roku Dawson wydał swoją pierwszą książkę pt. „I Hate Myselfie”, na którą składają się autentyczne historie z jego życia. Rok później wydana została druga książka pt. „It Gets Worse”.

## Życie osobiste
Shane mieszka w Kalifornii wraz ze swoim mężem Rylandem Adamsem.
Jest biseksualny. Ogłosił tę informację w 2015 roku publikując filmik na swoim kanale. Tym samym poinformował swoich wielbicieli o rozstaniu z długoletnią partnerką, youtuberką Lisą Schwartz.

## Nagrody i nominacje
Dawson został nominowany i wygrał w kategorii „Najlepsza gwiazda internetowa” na gali rozdania nagród Teen Choice Awards 2010, jak również został laureatem nagrody The Streamy Awards jako „Najlepszy vlogger”, czyli osoba prowadząca wideobloga.
| Rok  | Kategoria                     | Nagroda            | Rezultat   |
| ---- | ----------------------------- | ------------------ | ---------- |
| 2010 | Najlepszy vlogger             | The Streamy Awards | Wygrana    |
| 2010 | Najlepsza gwiazda internetowa | Teen Choice Awards | Wygrana    |
| 2011 | Najlepsza gwiazda internetowa | Teen Choice Awards | Nominowany |
| 2019 | Youtuber roku                 | Shorty Awards      | Wygrana    |